# Pasquet
Pasquet is een historisch merk van motorfietsen.
Dit was een Frans merk dat vanaf 1932 motorfietsen met 98- en 123 cc Aubier Dunne-motoren maakte. Tijdens de Tweede Wereldoorlog ging het bedrijf ter ziele.